# Orłów-Parcel
Ołów-Paquete [pronunciación en polaco: /ˈɔrwuf ˈparte͡sɛl/] es un pueblo ubicado en el distrito administrativo de Gmina Bedlno, dentro del Distrito de Kutno, Voivodato de Łódź, en Polonia central. Se encuentra aproximadamente a 8 kilómetros al sur de Bedlno, a 17 kilómetros al sureste de Kutno, y a 41 kilómetros al norte de la capital regional Łódź.